# Barnebydendron
Barnebydendron là một chi thực vật có hoa trong họ Đậu.